# Jüterbog
Jüterbog is een gemeente in de Duitse deelstaat Brandenburg, gelegen in de Landkreis Teltow-Fläming. De stad telt 12.423 inwoners.

## Geografie
Jüterbog heeft een oppervlakte van 176,48 km² en ligt in het oosten van Duitsland. Direct ten noorden, westen en oosten liggen enige bos- en heideterreinen, die in het verleden militaire oefenterreinen waren.

### Naburige plaatsen
- Luckenwalde, 13 km NO, ten noordoosten van Jüterbog (afstand van centrum tot centrum, hemelsbreed). Luckenwalde wordt omgeven door de plattelandsgemeente Nuthe-Urstromtal.
- Niedergörsdorf, W en Z, bij het zweefvliegveld en bij militair gebied Altes Lager dat ca. 6 km ten W van Jüterbog ligt
- Treuenbrietzen, 20 km NW, in de Landkreis Potsdam-Mittelmark
- Dahme (Mark) en Luckau, respectievelijk 23 en 42 km OZO
- Lutherstadt Wittenberg, 35 km ZW (afstand van centrum tot centrum, hemelsbreed; over de weg zeker 10 km verder)
- Niederer Fläming, plattelandsgemeente direct ten ZO van de stad

## Stadsindeling
Volgens de op 26-11-2015 van kracht geworden hoofdgemeenteverordening (Hauptsatzung) van de stad luidt de officiële naam van de gemeente Stadt Jüterbog.
Jüterbog bestaat volgens artikel 8 van bovengenoemde Hauptsatzung uit de eigenlijke stad en verder de volgende zeven stadsdelen (Ortsteile):
- Fröhden, ten ZO van het centrum
- Grüna, ten N van het centrum; circa 300 inwoners
- Kloster Zinna, ten N van het centrum, iets ten O van Grüna; hier staat het historisch belangrijke Klooster Zinna; tussen 1000 en 1200 inwoners
- Markendorf, ten O van het centrum
- Neuheim,  ten NW van het centrum
- Neuhof, ten NO van het centrum
- Werder, tussen Neuhof en het centrum.

Verder liggen binnen de gemeentegrenzen enige wijken en Wohnplätze, die niet de status van Stadtteil, Nederlands: stadsdeel hebben. Dit zijn Bürgermühle, Damm, Kaltenhausen, Neue Häuser, Neues Lager, Neumarkt, Quellenhof, Waldau, Waldsiedlung en Ziegelei.

## Infrastructuur

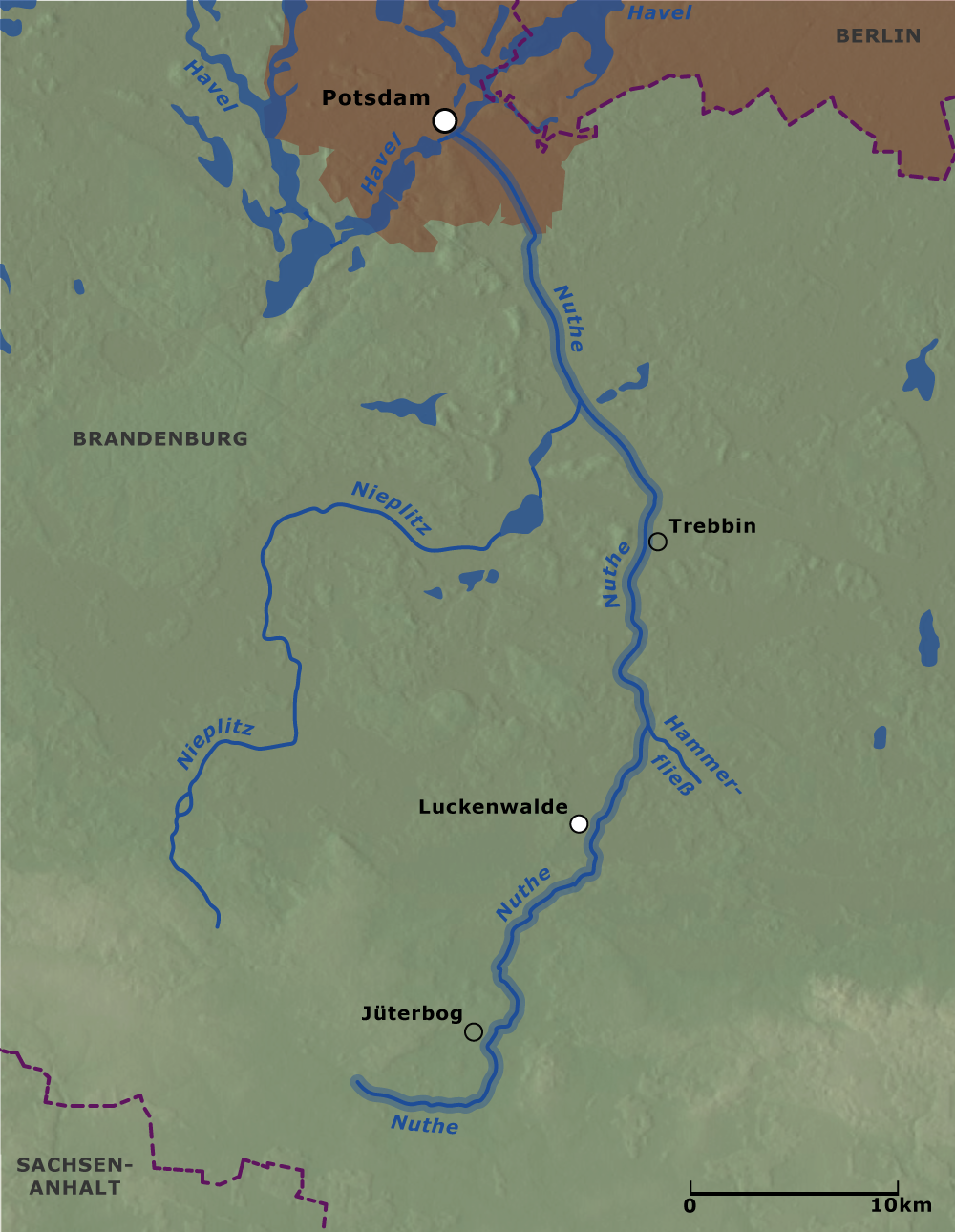
Stroomgebied van de Nuthe
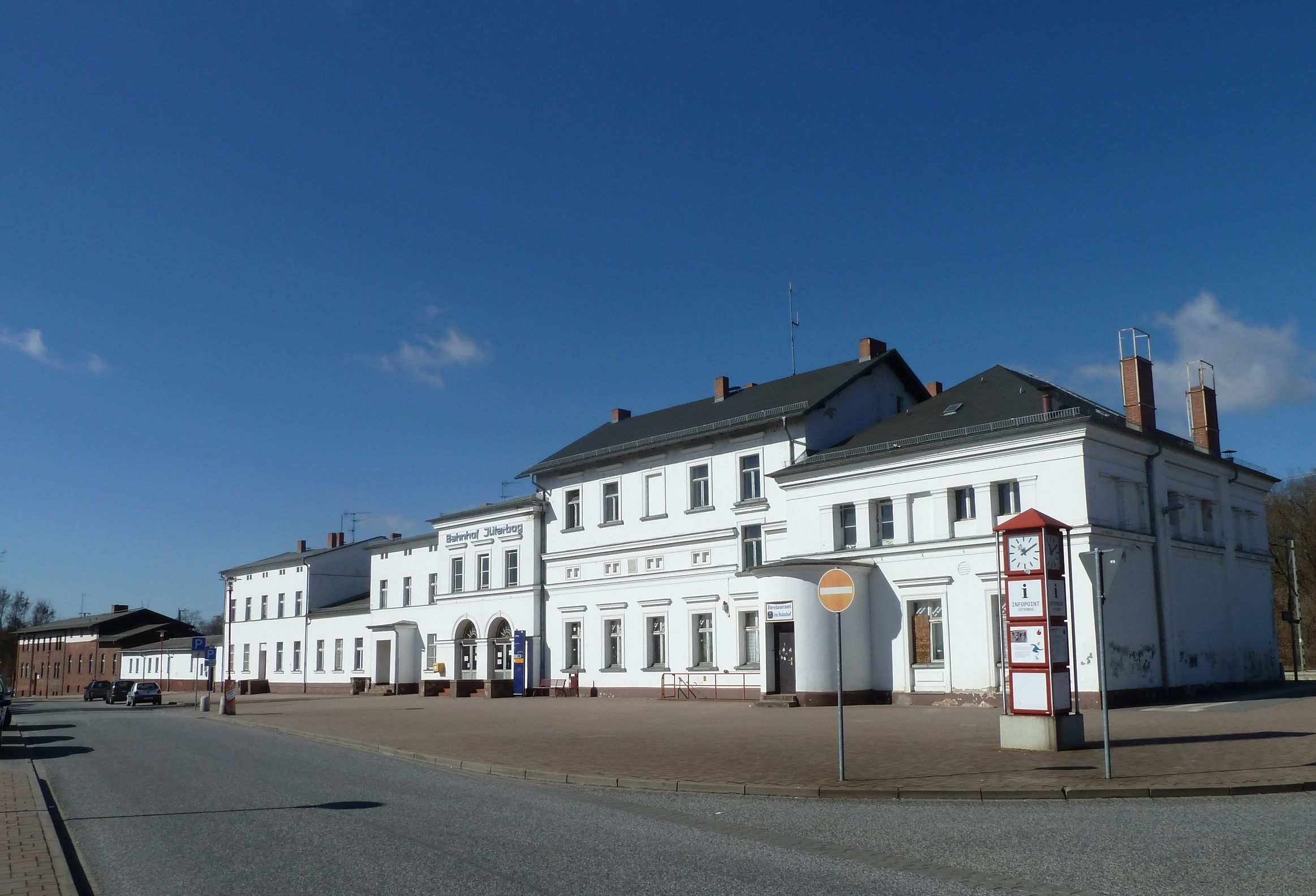
Station
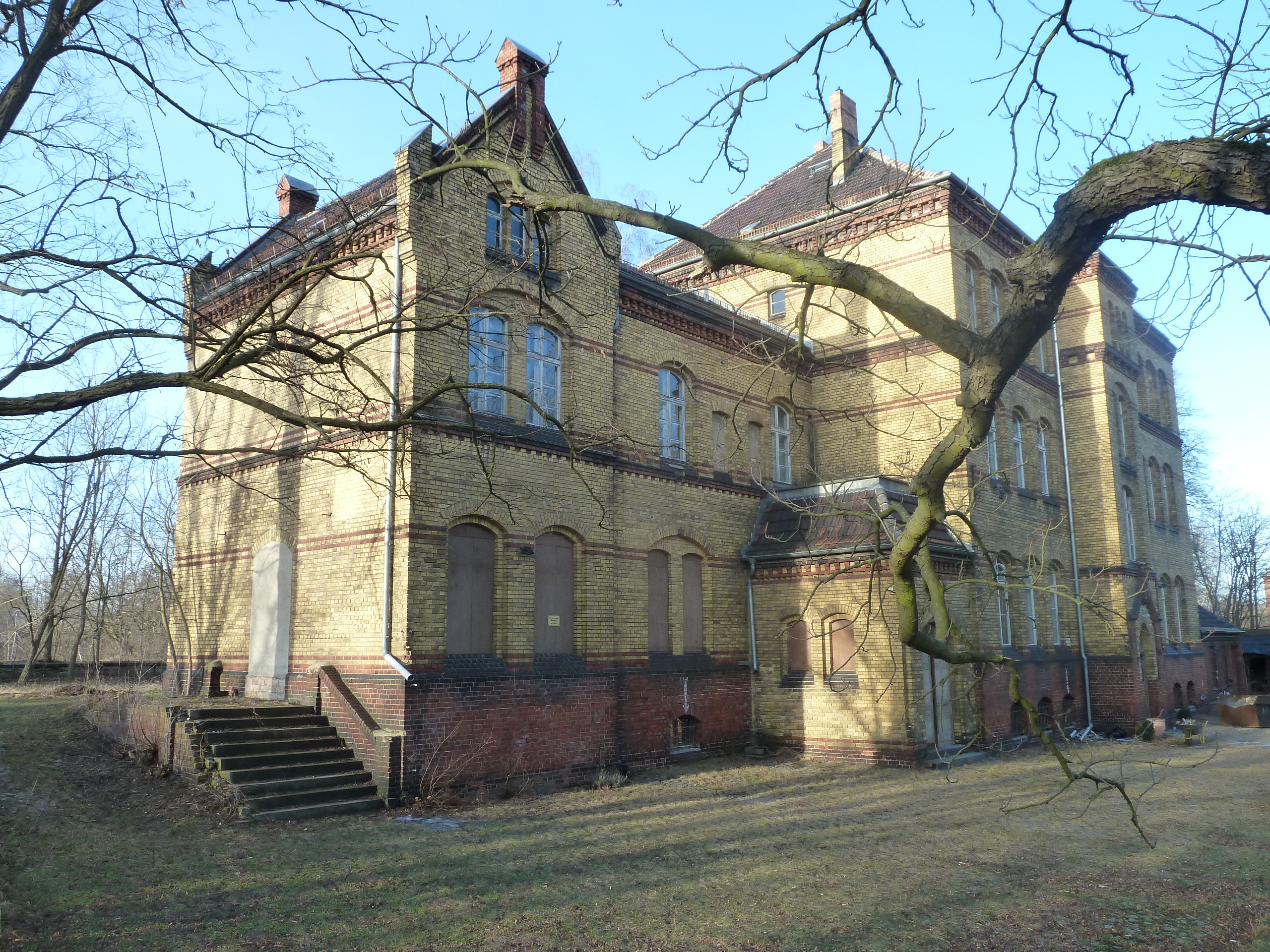
Voormalig militair station[4], ten NO van het  "gewone" station
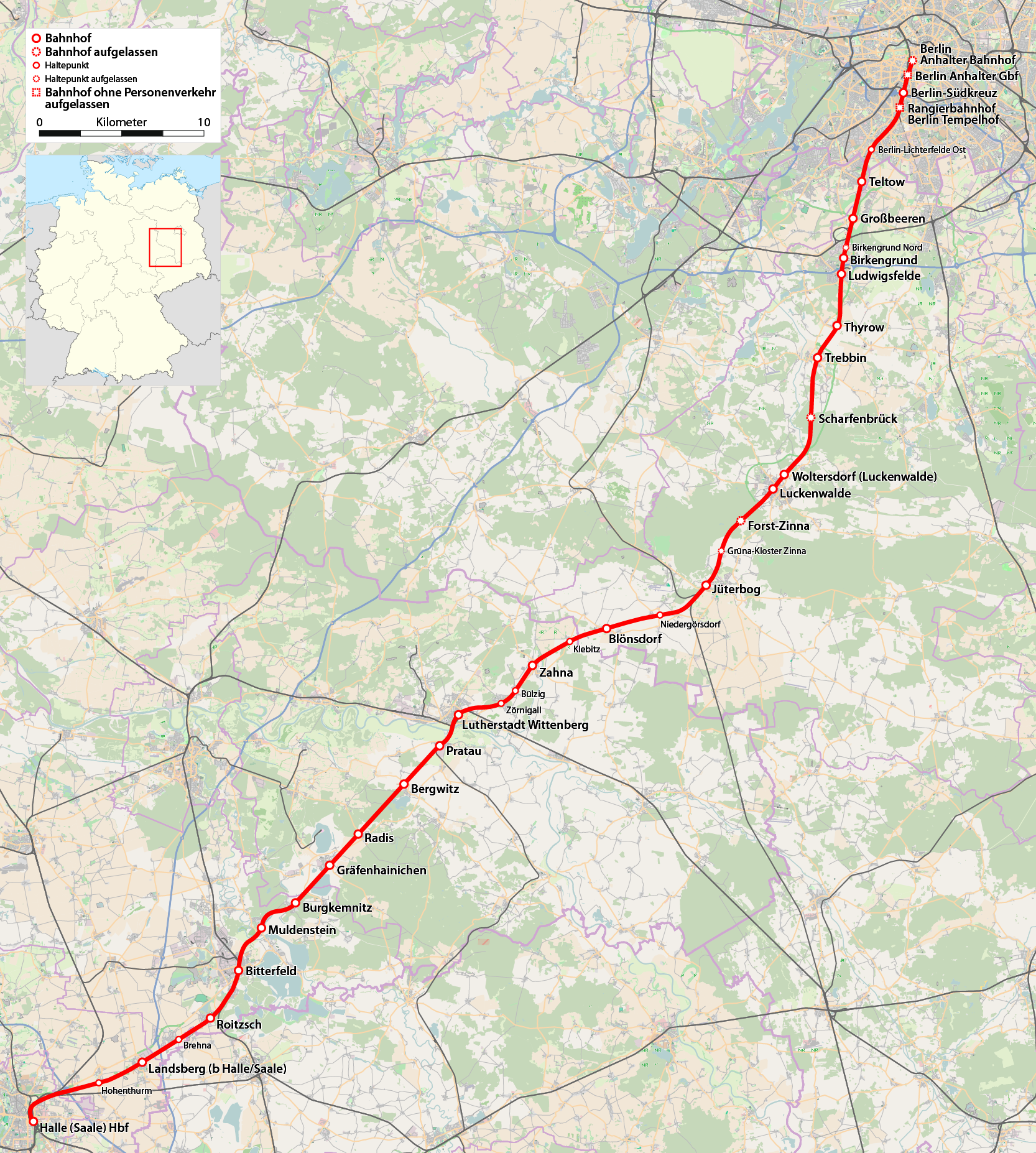
Kaart spoorlijn Berlijn-Halle
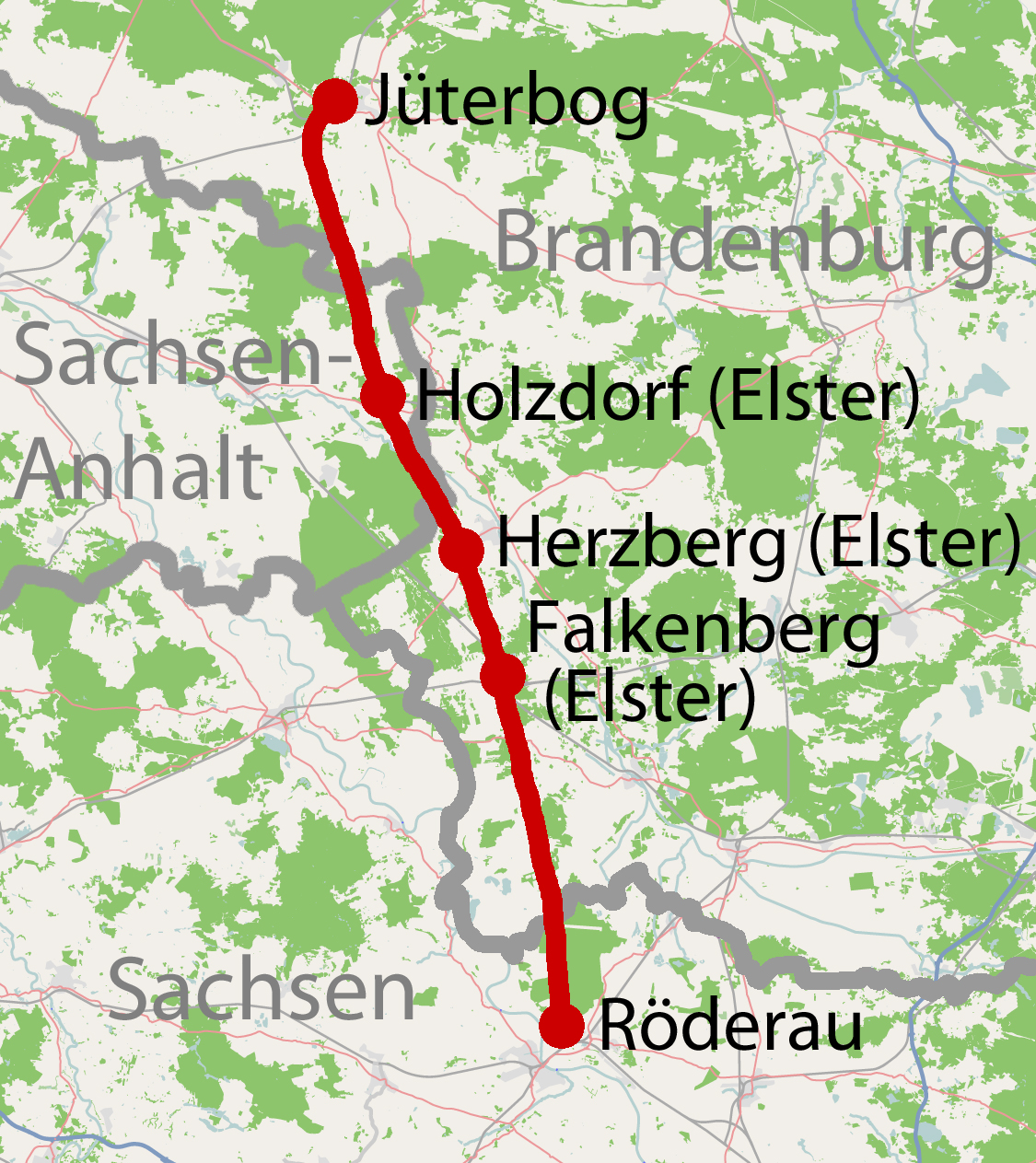
Kaart spoorlijn Jüterbog-Röderau
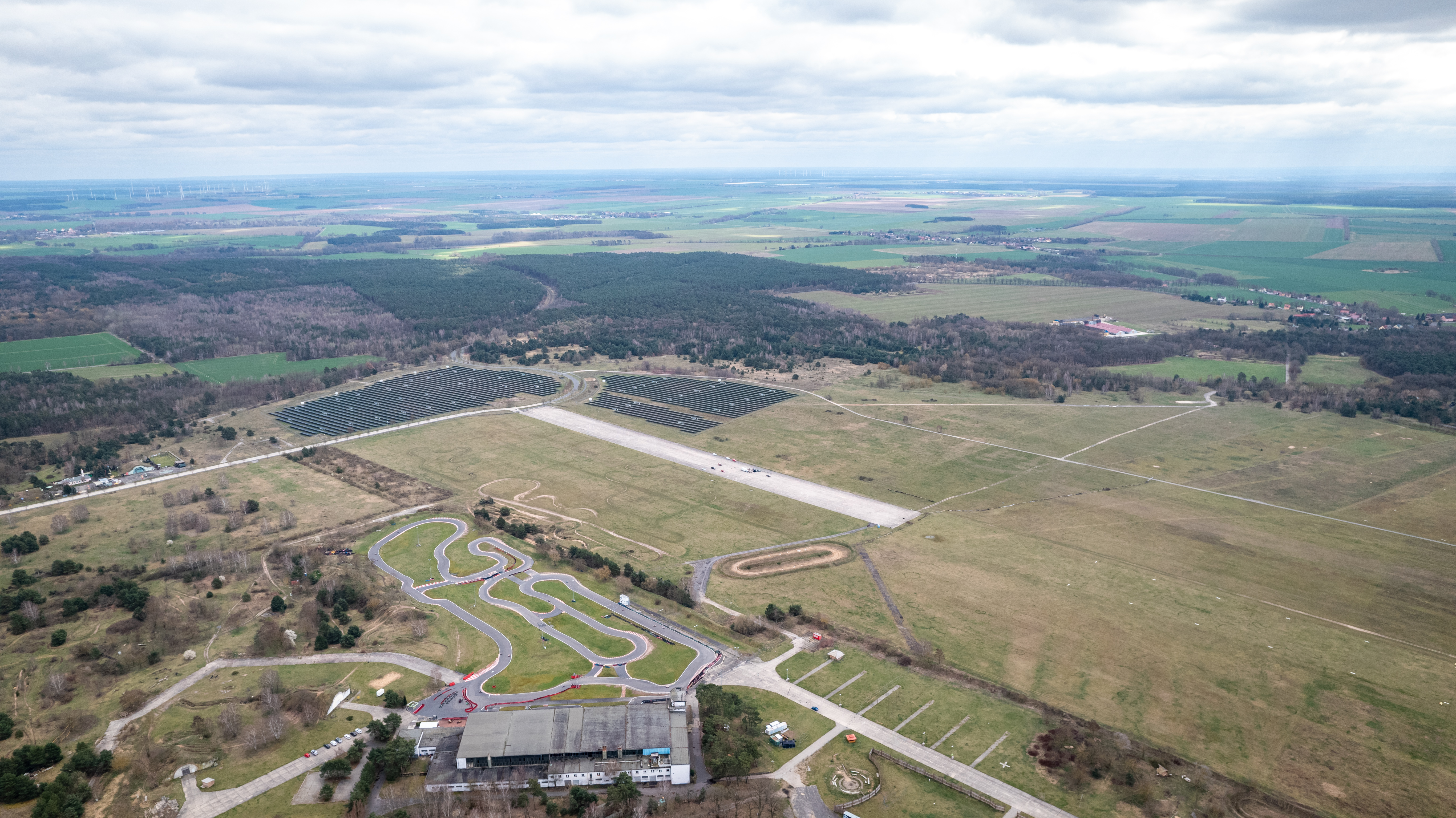
Vliegveldje Altes Lager,  6 km ten W van Jüterbog

Jüterbog ligt aan of nabij drie Bundesstraßen: de Bundesstraße 101 (Luckenwalde–Herzberg (Elster)), de B102 (Treuenbrietzen–Dahme/Mark) en de B115 (naar Baruth/Mark). Autobahnen liggen 35 of meer kilometer van de stad verwijderd.
Het in 1841 in gebruik genomen Station Jüterbog is een regionaal spoorwegknooppunt, en ligt aan spoorlijnen naar o.a. Berlijn, Halle en Potsdam. Zie ook: Spoorlijn Berlijn - Halle; Spoorlijn Oranienburg - Jüterbog. Een kleine spoorlijn verbindt Jüterbog met Röderau bij Zeithain; passagierstreinen rijden op deze lijn echter niet verder dan Falkenberg.
De stad ligt aan de Nuthe, een 66½ km lang, onbevaarbaar, zijriviertje van de Havel. Bij Jüterbog is een retentiebekken met stuwdam aanwezig, waarin bij hoogwater rivierwater kan worden opgestuwd om overstromingen van de Nuthe te voorkomen.

## Economie
Na het vertrek van de militairen in 1994 is Jüterbog nog slechts een economisch onbelangrijk provinciestadje. Er is enig toerisme, en verder midden- en kleinbedrijf van niet meer dan regionale betekenis. Verscheidene inwoners zijn woonforensen met een baan elders, veelal in Berlijn en omgeving.

## Geschiedenis

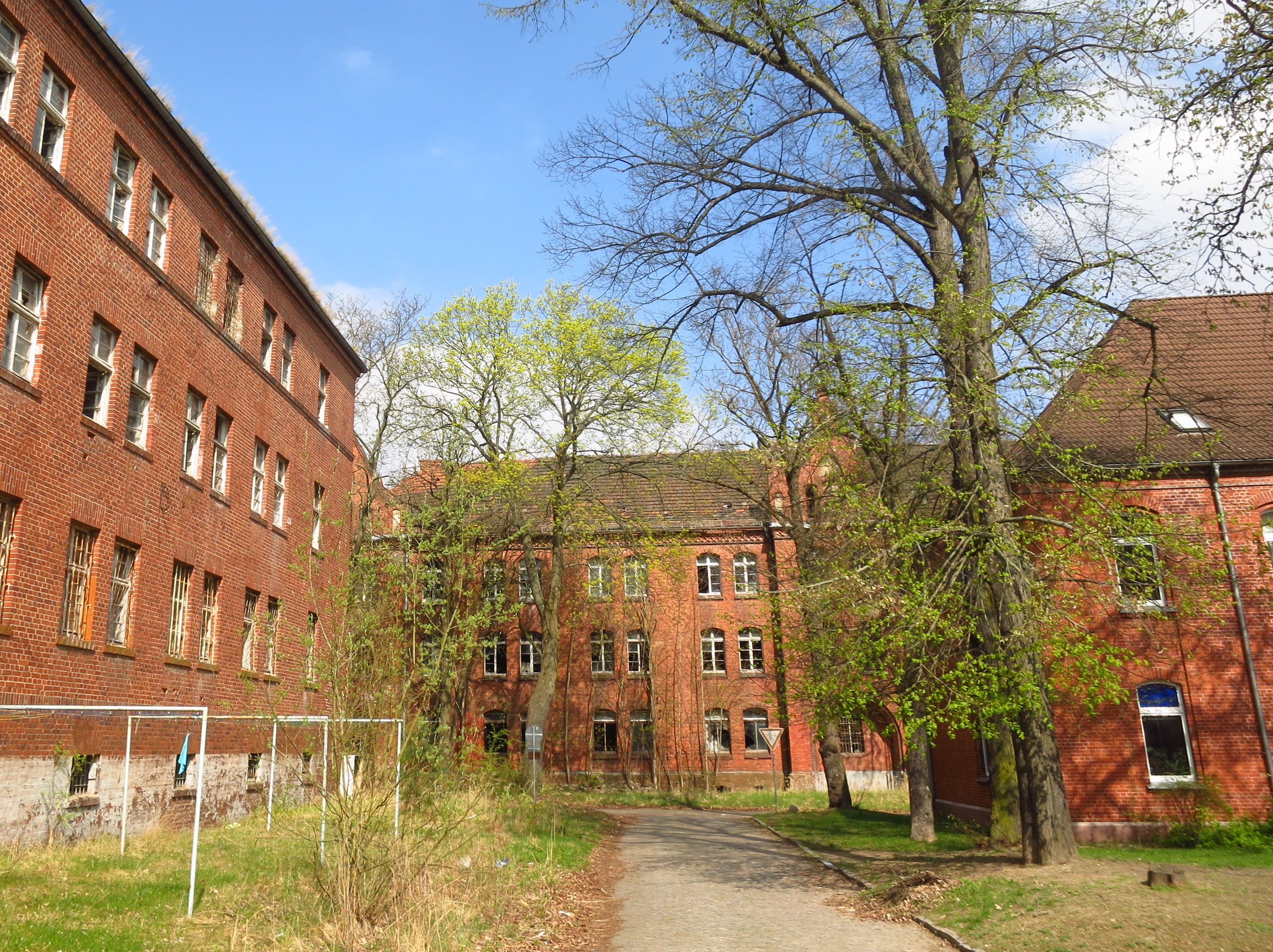
Voormalige kazernes, Tauentzienstraße, Jüterbog
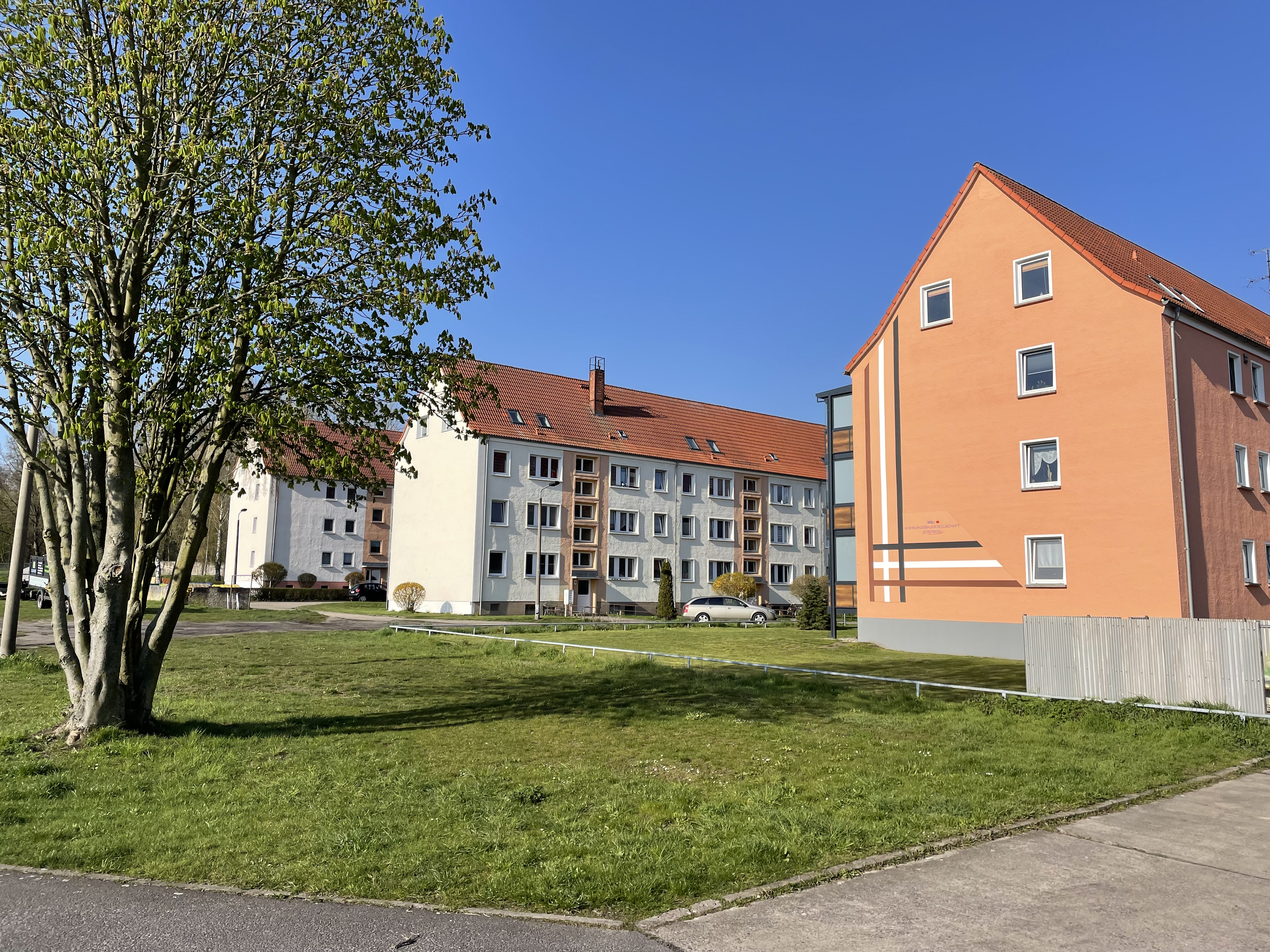
Zuidelijke stadswijk Damm met Plattenbau-flats uit de DDR-periode

Jüterbog wordt in 1007 voor het eerst in een document vermeld, en verwierf reeds in 1174 stadsrechten. De bok in het stadswapen gaat op een onjuiste interpretatie van de plaatsnaam terug; de plaatsnaam wordt door geleerden zowel uit Oud-Germaanse als Slavische woorden afgeleid, de juiste etymologie is onduidelijk.
Jüterbog was in de middeleeuwen en de 16e eeuw een niet onaanzienlijk, regionaal marktstadje.  Het behoorde politiek aanvankelijk tot het Aartsbisdom Maagdenburg, en van 1635 tot 1806 tot het keurvorstendom Saksen. Het bleef niet voor rampspoed gespaard. Grote branden waren er o.a. in 1478 en 1610; pestepidemieën woedden er o.a. in 1495, 1584, 1626, 1637 en 1639. Deze laatste drie uitbraken vielen tijdens de Dertigjarige Oorlog, waarin de stad diverse keren ook nog door legerbendes werd veroverd en geplunderd.  In december 1644 versloegen Zweedse troepen onder Lennart Torstenson, die op weg waren om in het kader van de Deens-Zweedse Oorlog (1643-1645) Denemarken te veroveren,  een Brandenburgs leger bij Jüterbog.
Na deze  rampspoedige oorlog was Jüterbog grotendeels verwoest en ontvolkt, en bleef een arm plaatsje tot ver in de 19e eeuw. De komst van kazernes en stationering van gedisciplineerde Pruisische legereenheden betekende een welkome boost voor de economie in het kwijnende Jüterbog.
Vanaf 1864, met name in de tijd van het Duitse Keizerrijk (1871-1919), was Jüterbog (afkorting in militair jargon: JB) standplaats van Pruisische artillerie- en andere legeronderdelen, die zelfs over een eigen spoorwegstation beschikten. In 1890 was er de grootste artillerie-schietopleiding van geheel Duitsland gevestigd. Rond 1900 werden alle Duitse artillerie-officieren, behalve die uit Beieren, te Jüterbog getraind. 
Van 1934 tot 1994 had Jüterbog een Fliegerhorst. In 1994 werd dit militaire vliegveld opgeheven. Een tweede militair vliegveld, aanvankelijk ook voor zeppelins bedoeld, lag bij Altes Lager, 6-7 km ten westen van de stad. Hier is in 1994 een veld voor ultra-light-vliegtuigjes van gemaakt. Bij dit vliegveld onderhielden de nazi's van 1933-1939 een speciaal kamp voor alle rechtenstudenten in Nazi-Duitsland. Deze moesten zich hier ongeveer 8 weken lang aan intensieve nazi-propaganda en driloefeningen onderwerpen. 
Merkwaardig is, dat tijdens de Tweede Wereldoorlog de geallieerden slechts één bombardement op Jüterbog uitvoeren, en wel op 18 april 1945. Twee dagen later was het stadje in handen gevallen van het oprukkende Rode Leger.
Van 1949 tot 1990 maakte Jüterbog deel uit van de communistische DDR. Ook in deze periode was het een garnizoensstad, met o.a. Russische en Oost-Duitse tankdivisies. Van de kazernes, die ten noordwesten van het stadscentrum staan, is na de Duitse hereniging in 1990 het grootste deel overbodig geworden. Een deel van het complex Juterbog II, dat bijna even groot is als het stadje zelf, is verbouwd tot wooncomplex. Een ander deel van het terrein is een zonnepanelenpark geworden. Ook staan er nog langzaam vervallende kazernegebouwen, waarvan de bestemming anno 2023 nog onduidelijk is. De industrie bleef in de DDR-periode in het algemeen beperkt tot de verwerking van in de directe omgeving geoogste landbouwproducten.
In 2019 en nogmaals in 2023 brandde 750, respectievelijk 733 hectare bos op een nabijgelegen voormalig militair oefenterrein af.

## Bezienswaardigheden, toerisme
In de oude binnenstad van Jüterbog zijn talrijke historische gebouwen bewaard gebleven. Vermeldenswaardig zijn het 12e- 14e-eeuwse stadhuis, delen van de van omstreeks 1300 daterende stadsommuring, en enige middeleeuwse kerkgebouwen. In enkele van deze kerken, bij de afbeeldingen met (O) gemerkt, staan cultuurhistorisch belangrijke kerkorgels.
Zie ook onderstaande afbeeldingen.
In de omgeving van Jüterbog zijn routes voor de, hier intensief ook op de openbare weg beoefende, sport skaten (zie onderstaande link Flaeming-Skate) en voor meerdaagse toeristische fietstochten uitgezet.

## Afbeeldingen

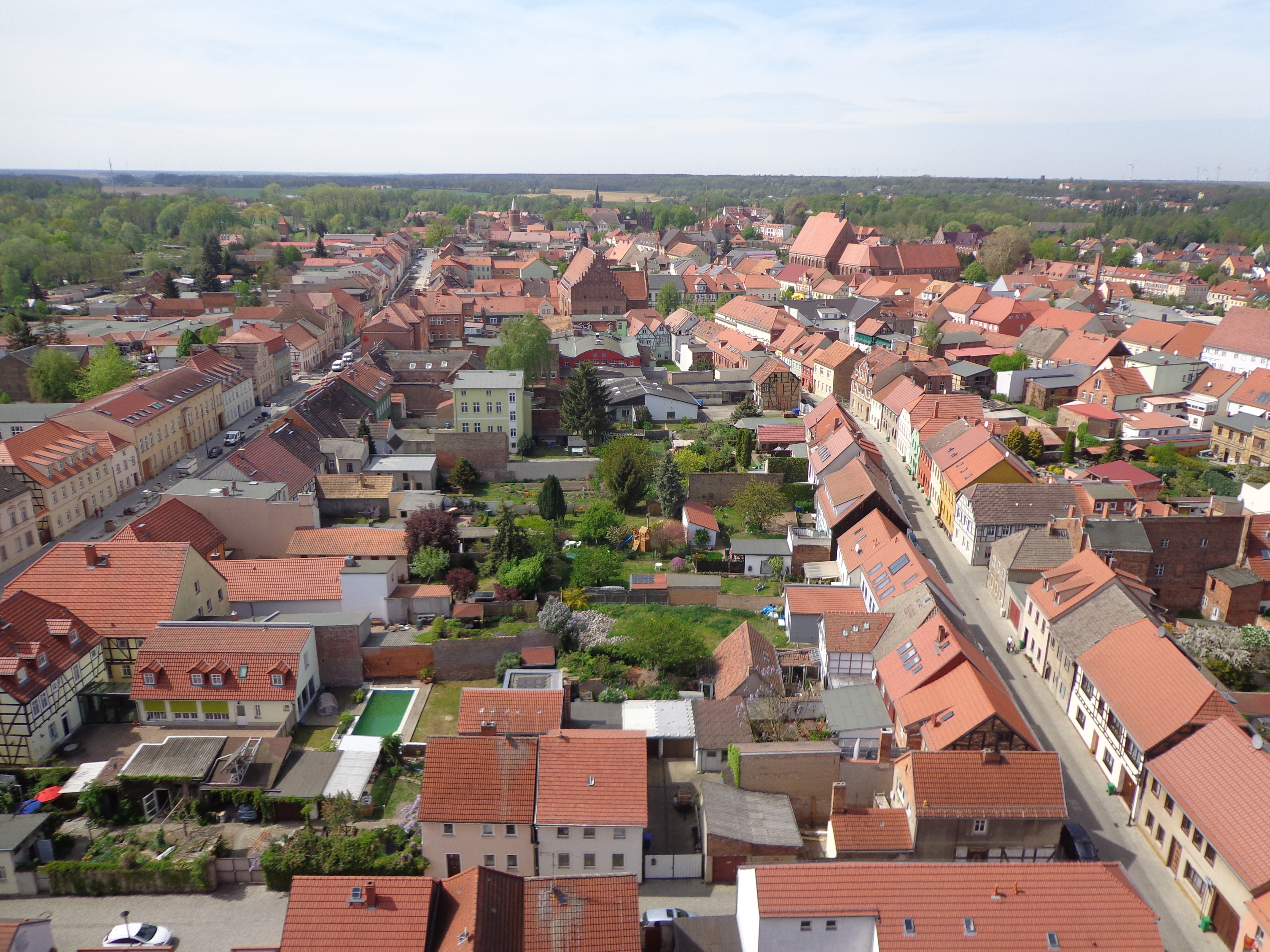
Gezicht op de stad vanaf de toren van de Nicolaaskerk
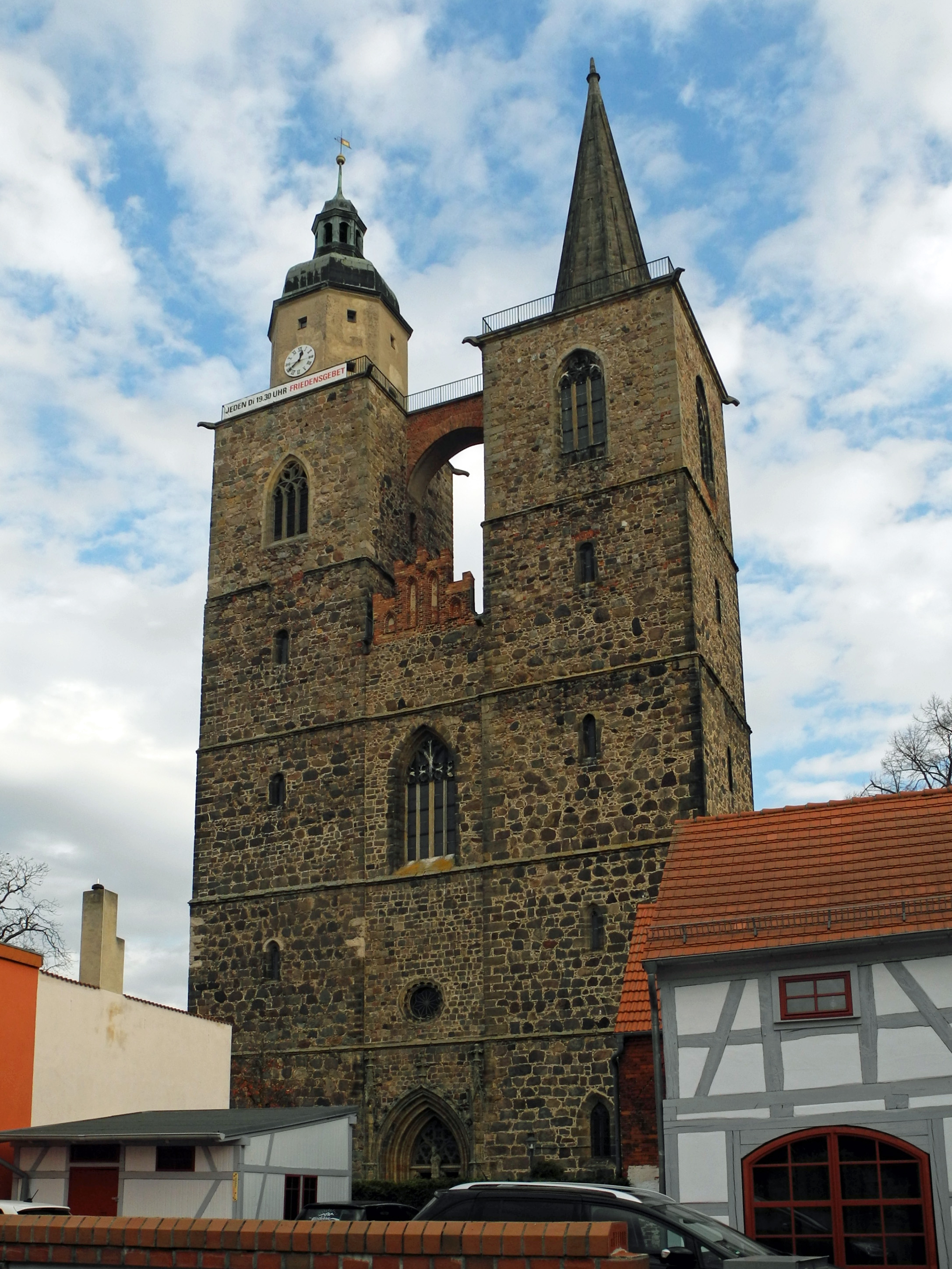
Westwerk van de evangelisch-lutherse St.-Nicolaaskerk
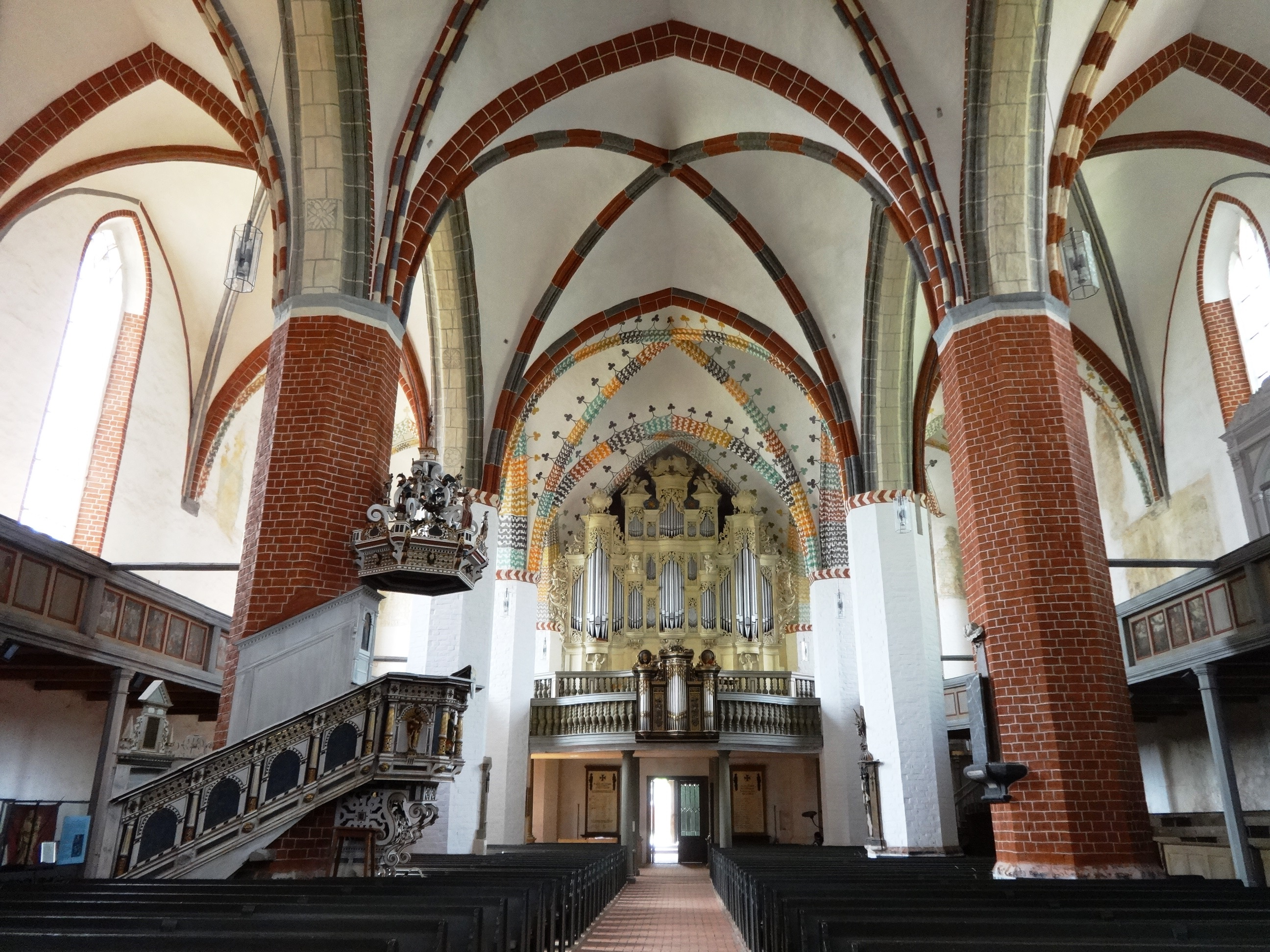
Interieur en kerkorgel van de St. Nicolaaskerk (O)
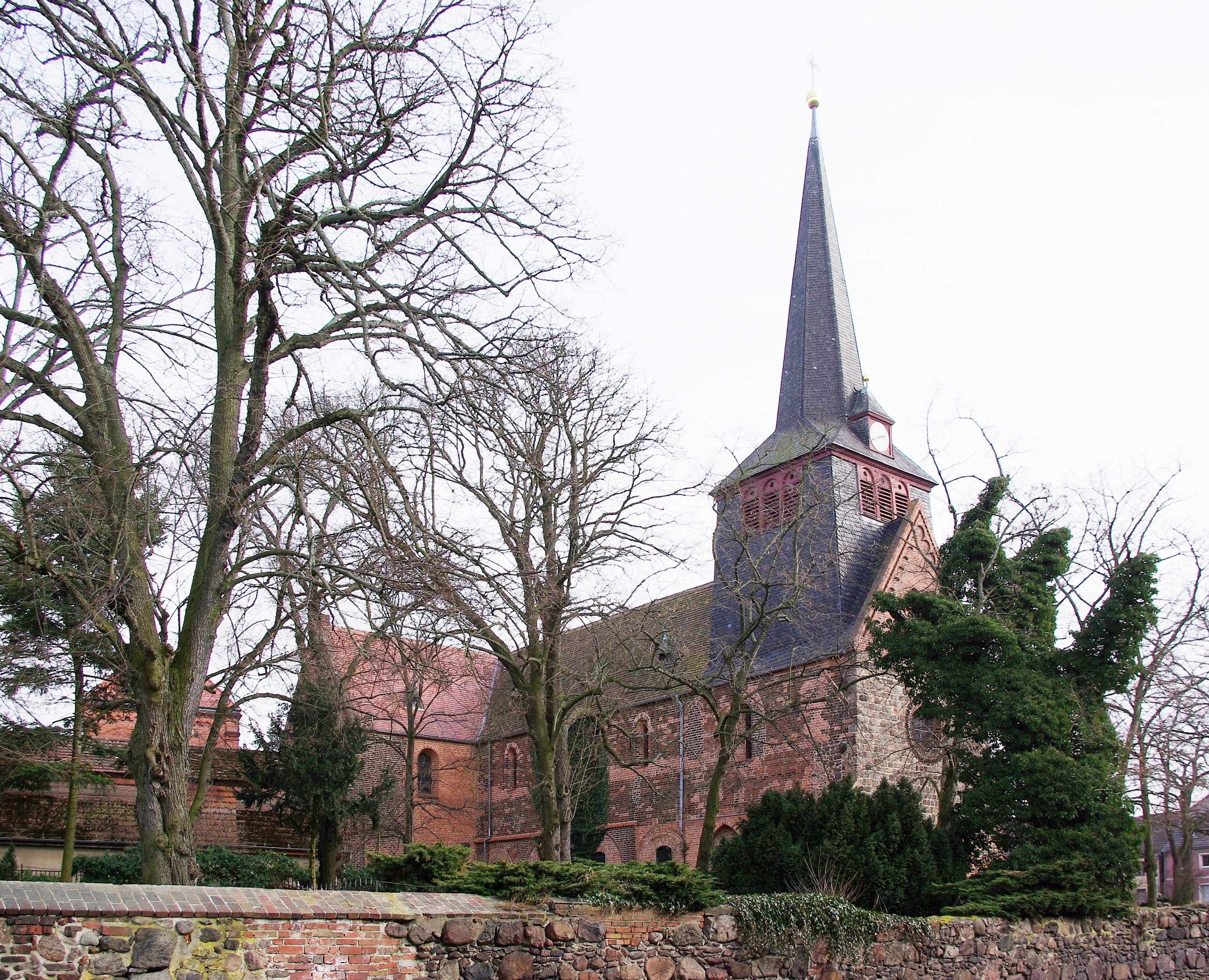
O.L. Vrouwekerk (1161; evang.-luthers); oorspronkelijk een kerk van een klooster der cisterciënzers (O)
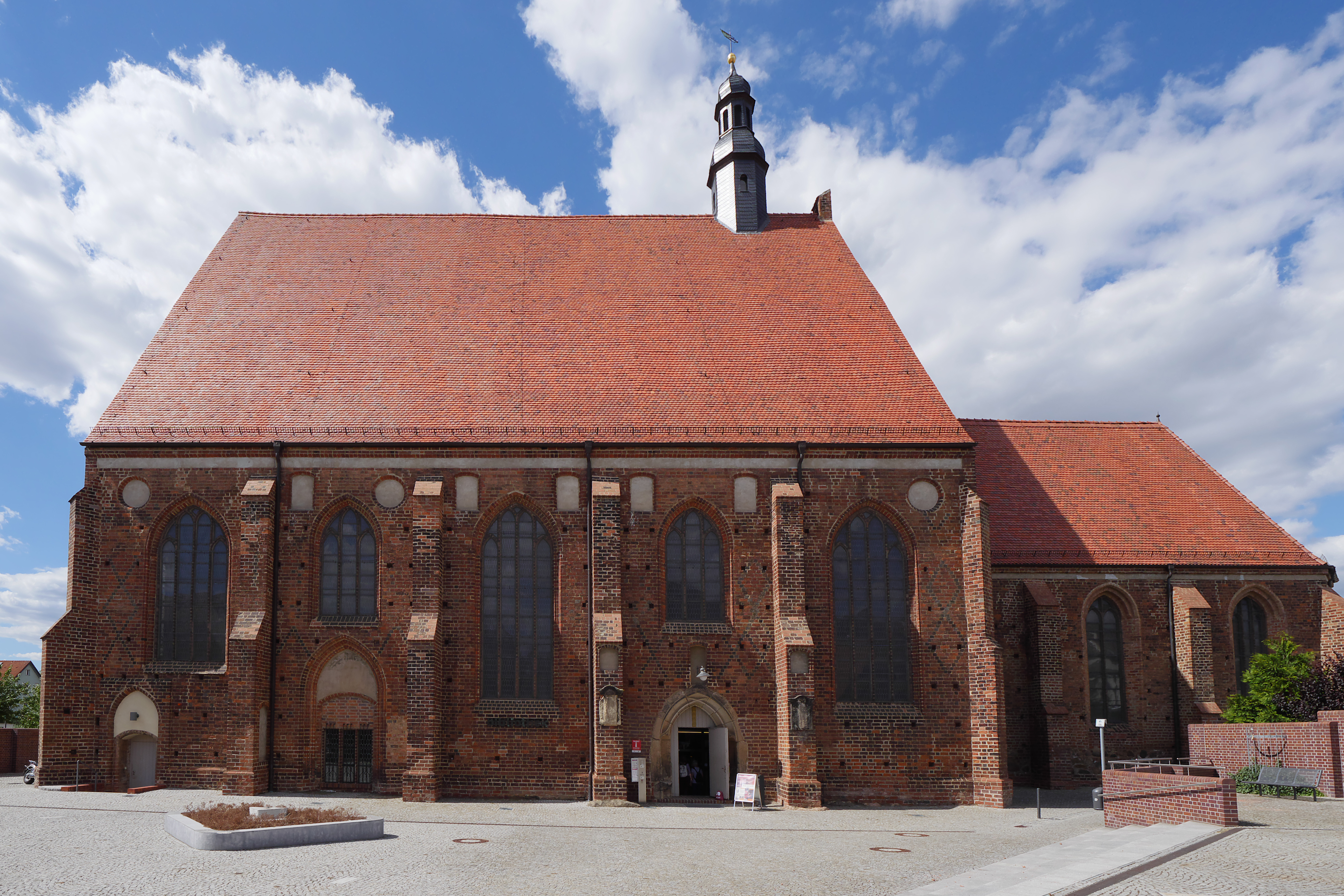
Voormalige kerk der Franciscanen (ca. 1500); in gebruik als openbare bibliotheek en voor kleinschalige evenementen
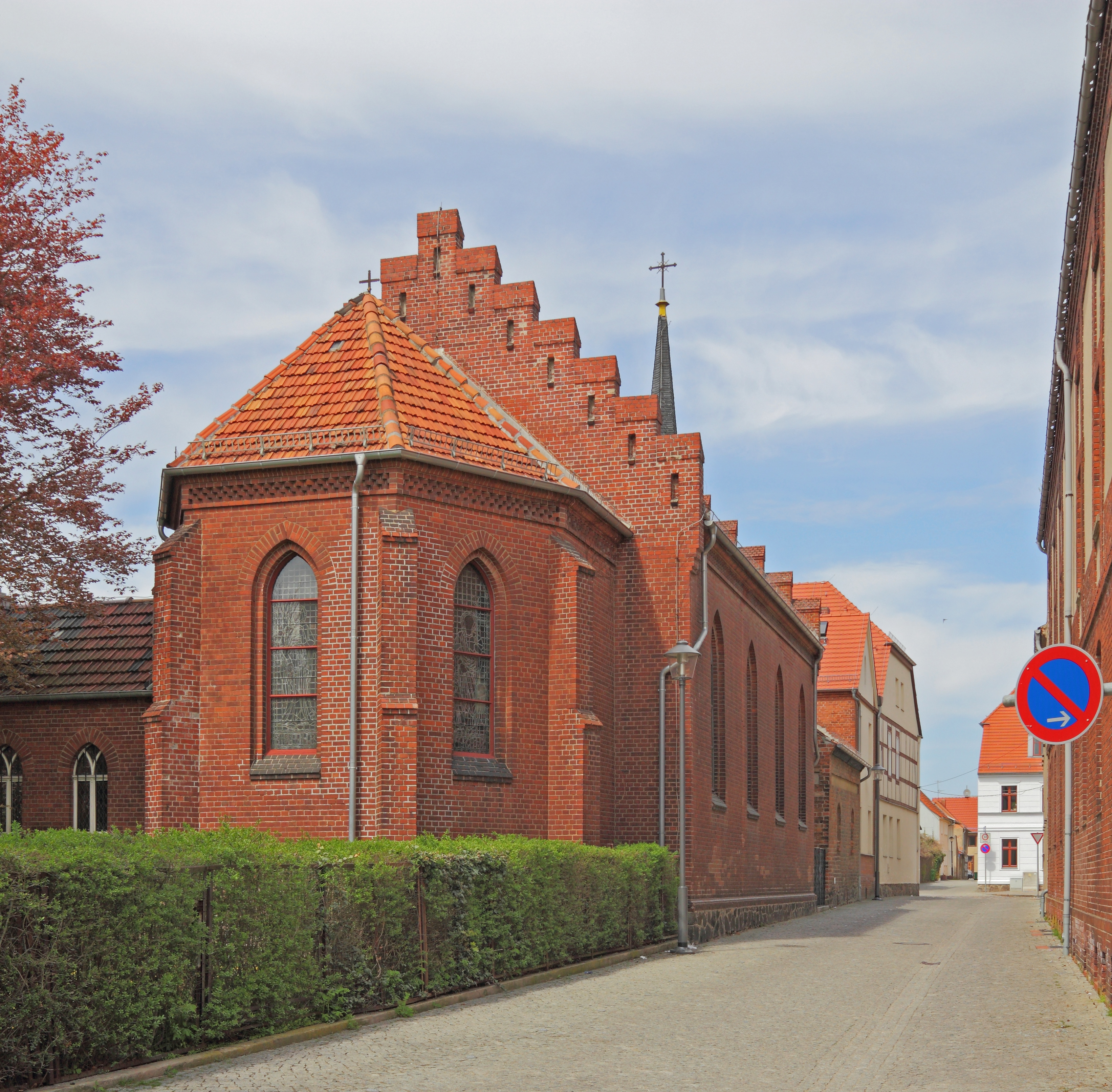
R.K. Hedwigskerk (1893; O) met kapel voor Johann Tetzel, bekend van de door Maarten Luther verfoeide aflaatbrieven; Tetzel kwam vaak in Jüterbog
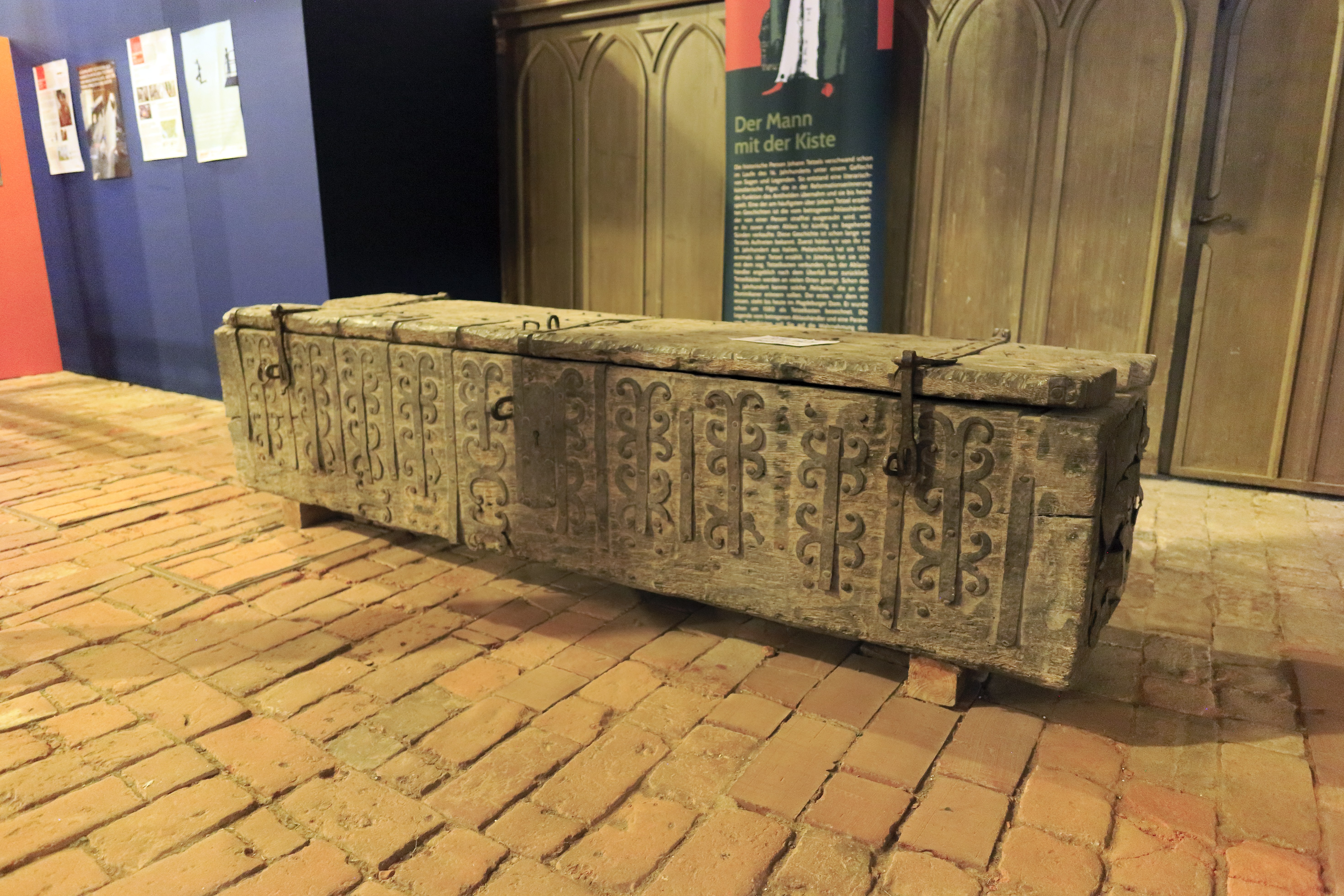
Kist (plm. 1510) voor aflaatpenningen (Tetzelkasten) in de O.L.Vrouwekerk
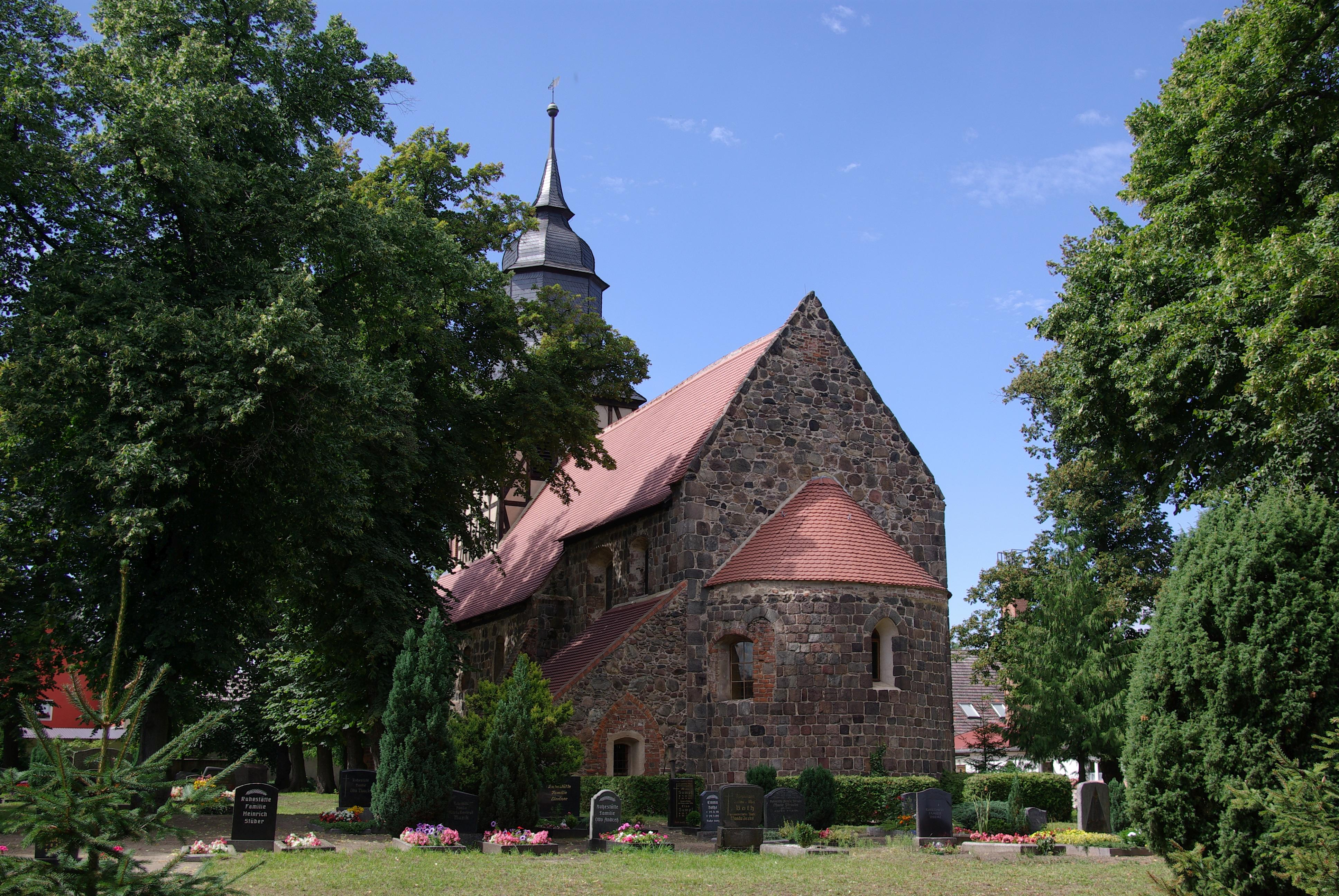
St. Jacobikerk (13e-eeuws), Jüterbog-Neumarkt (O)
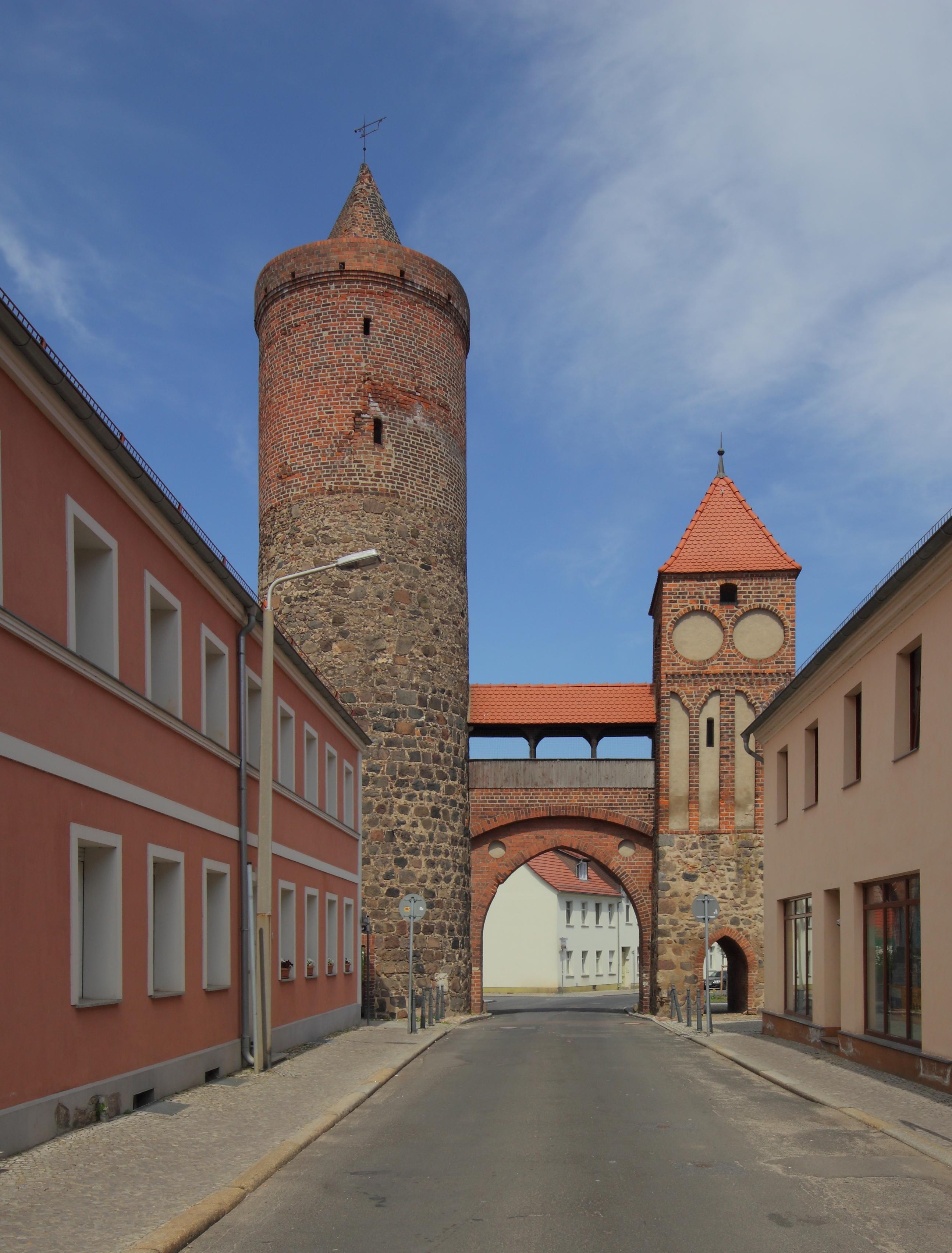
Stadspoort Zinnaer Tor
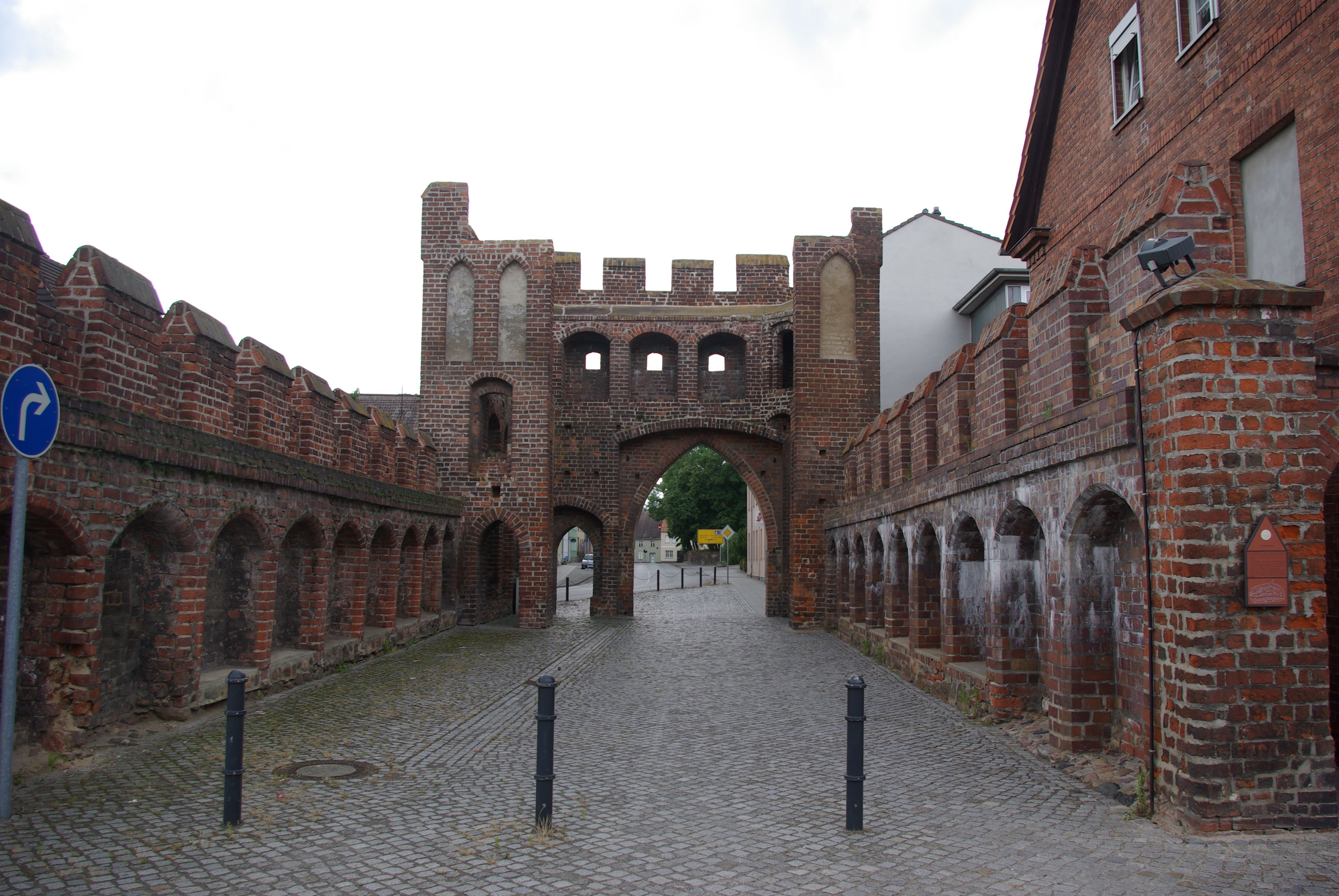
Stadspoort Dammtor
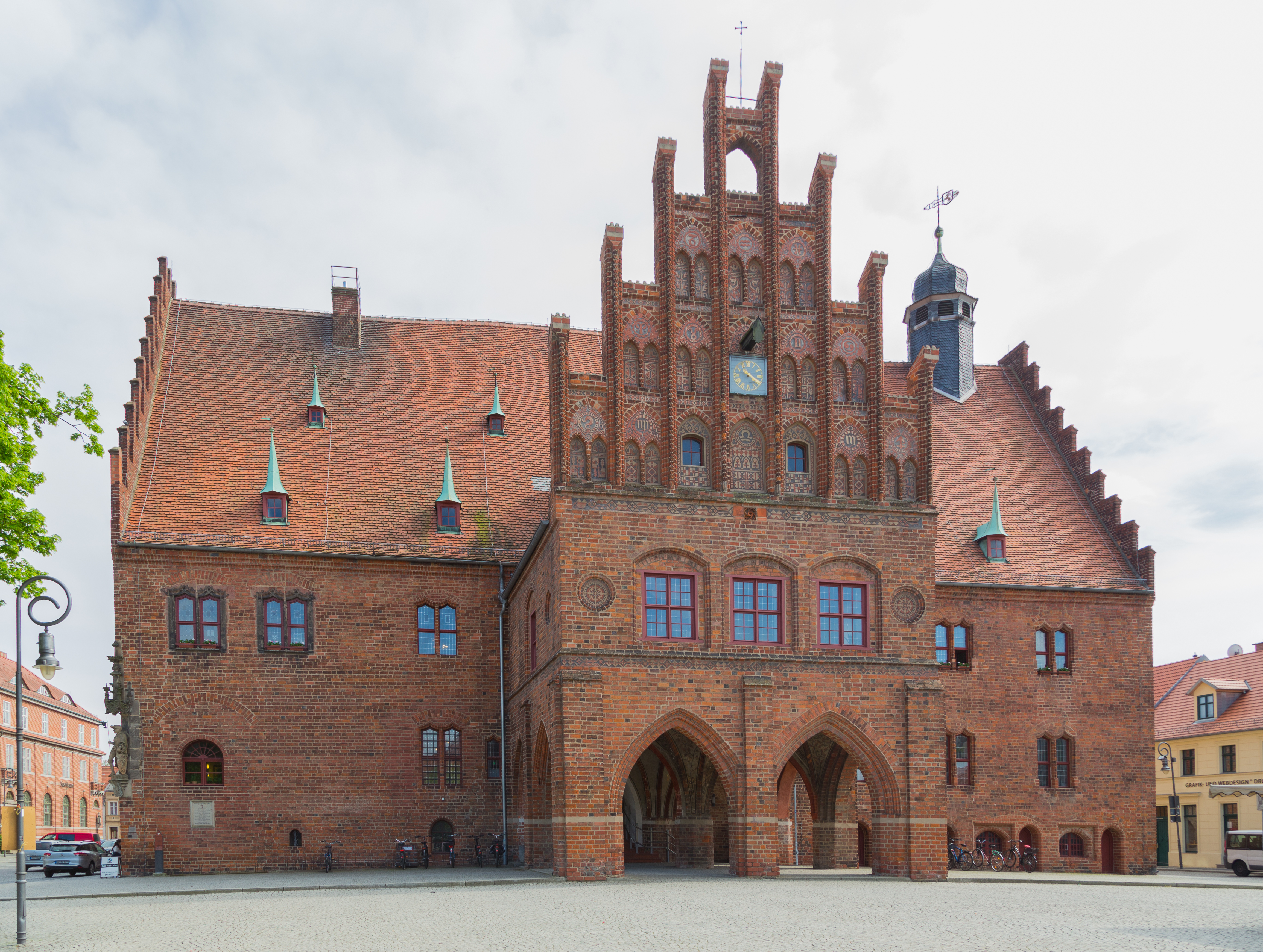
Stadhuis (1285? in ieder geval grotendeels 15e-eeuws)
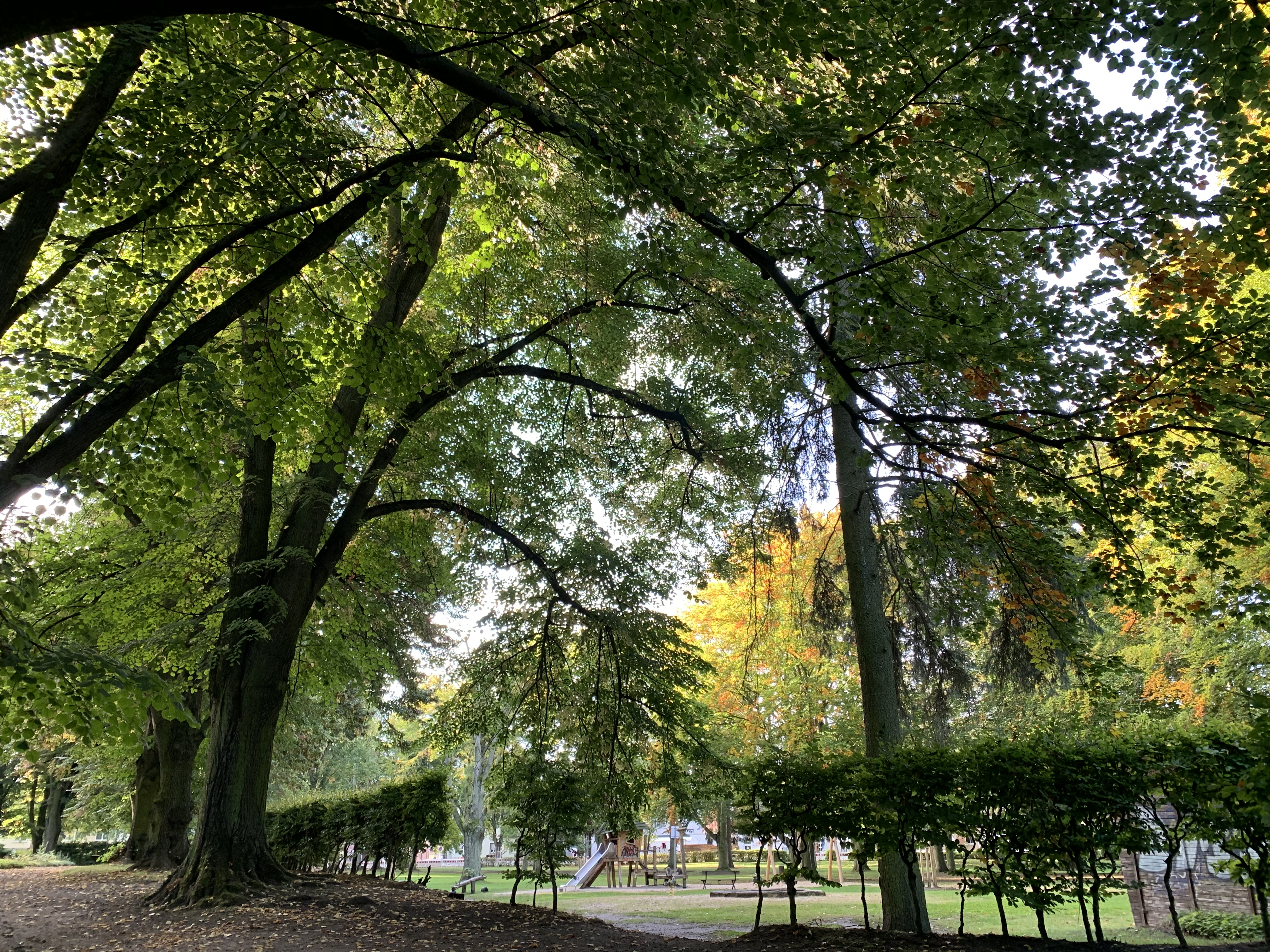
Schlosspark bij de locatie van het voormalige, 12e-eeuwse kasteel van Jüterbog
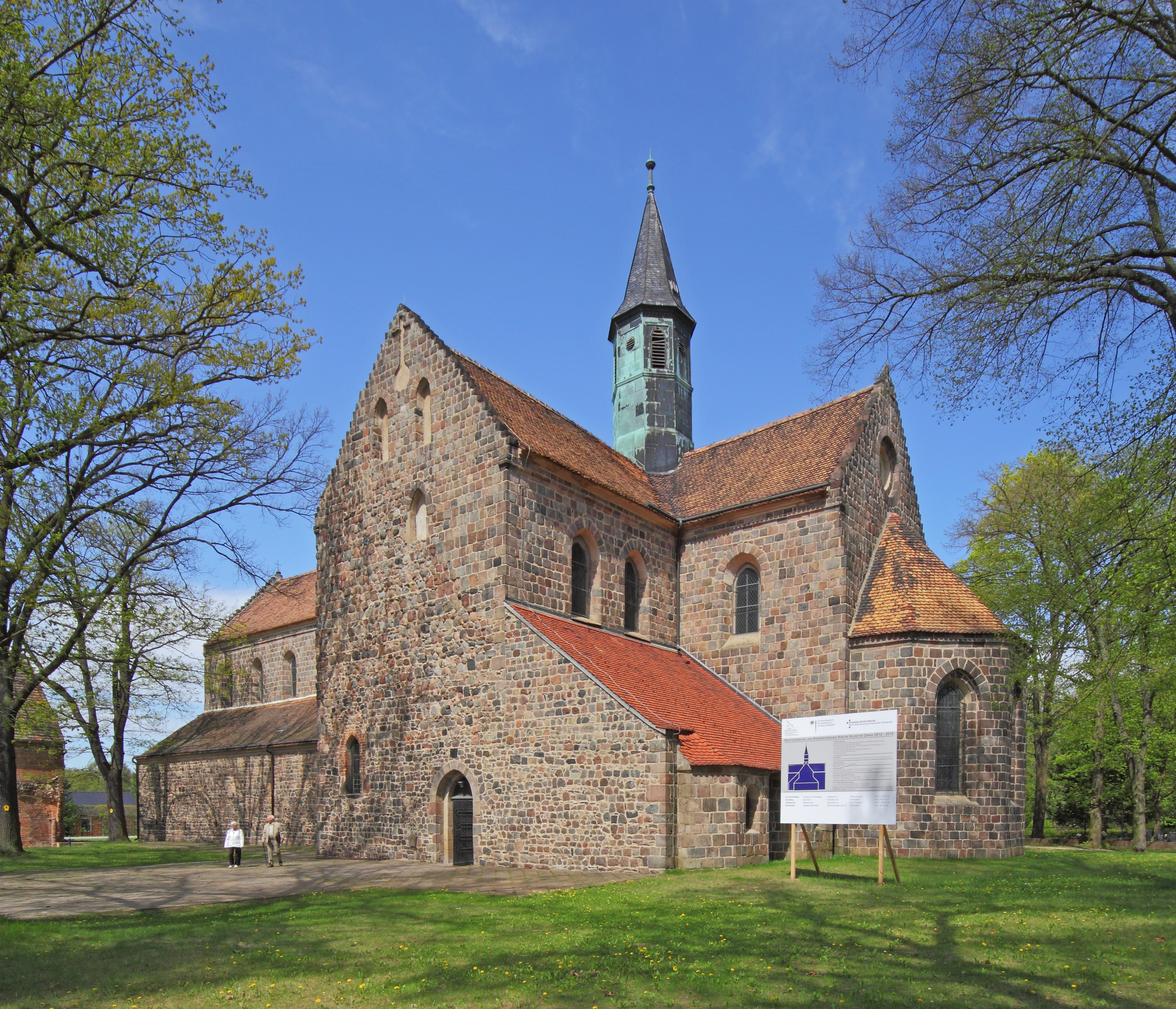
Kerk van Klooster Zinna
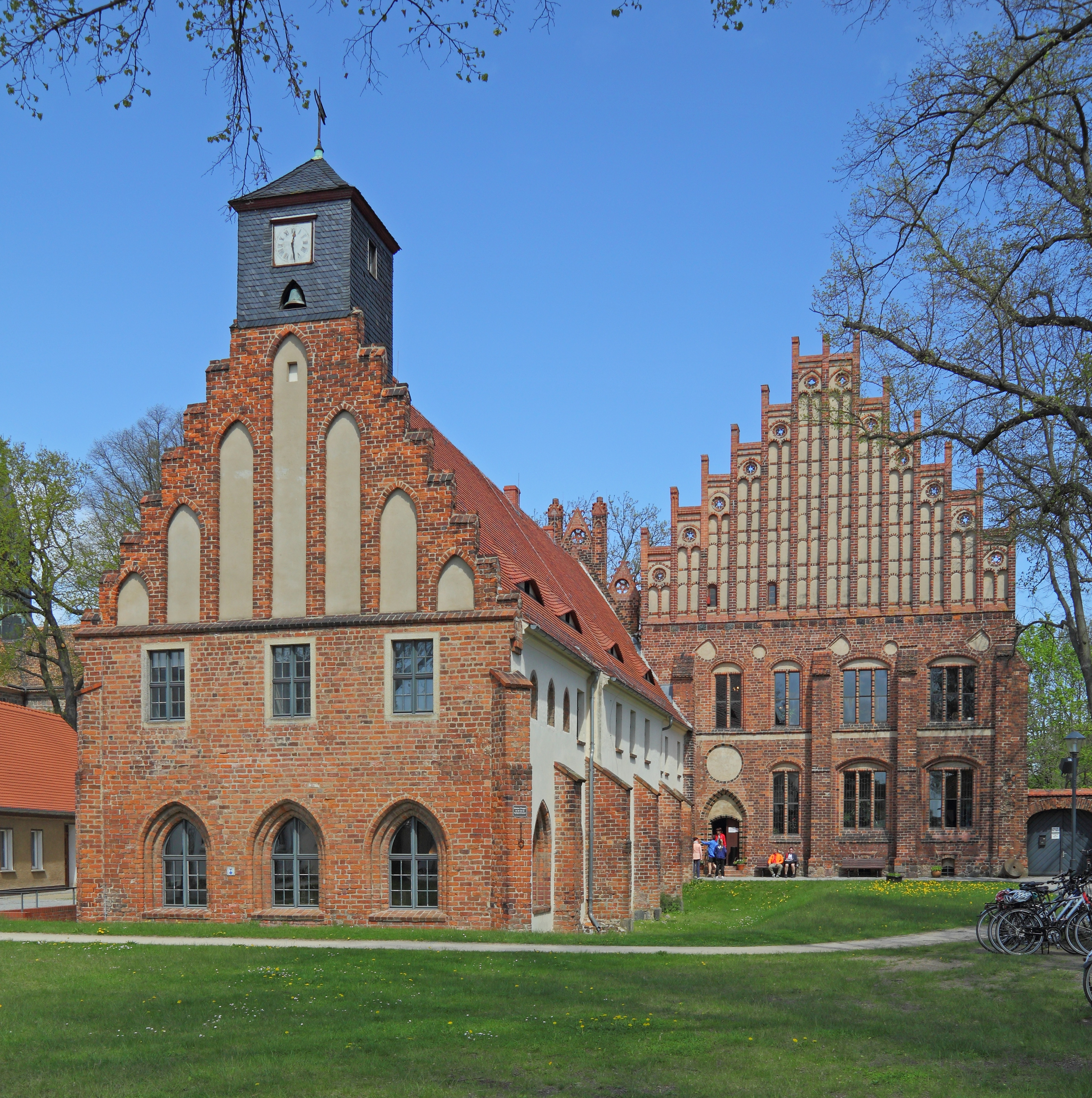
Oude en Nieuwe abdij van Klooster Zinna
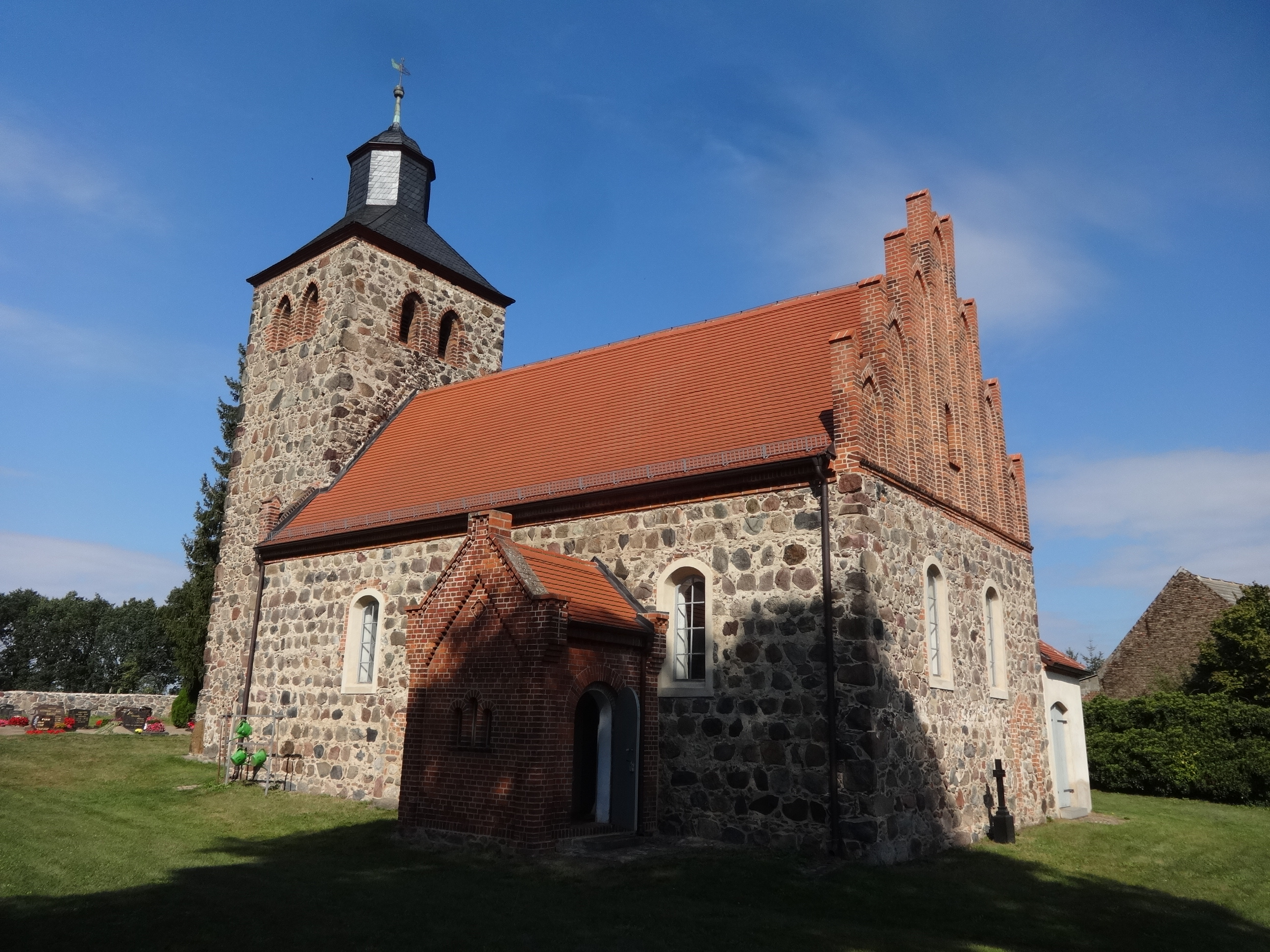
Dorpskerkje te Fröhden, ca. 1300

## Partnergemeentes
Met de elders in Duitsland gelegen plaatsen Waldbröl en Aßlar onderhoudt Jüterbog jumelages.

## Demografie
- Ontwikkeling van de bevolking sinds 1875 binnen de huidige grenzen (blauwe lijn: Bevolking; stippellijn: Vergelijking van de ontwikkeling van de bevolking van de deelstaat Brandenburg, Grijze achtergrond: tijdens de nazi-regering, Rode achtergrond: tijdens de communistische regering)
- Recente ontwikkeling van de bevolking (blauwe lijn) en prognoses

| Jaar | Inwoners |
| ---- | -------- |
| 1875 | 11 989   |
| 1890 | 12 955   |
| 1910 | 14 104   |
| 1925 | 16 694   |
| 1939 | 20 538   |
| 1950 | 20 923   |
| 1964 | 17 855   |

| Jaar | Inwoners |
| ---- | -------- |
| 1971 | 17 389   |
| 1981 | 15 880   |
| 1985 | 15 483   |
| 1990 | 15 065   |
| 1995 | 14 139   |
| 2000 | 13 875   |
| 2005 | 13 141   |

| Jaar | Inwoners |
| ---- | -------- |
| 2010 | 12 668   |
| 2015 | 12 314   |
| 2016 | 12 308   |
| 2017 | 12 393   |
| 2018 | 12 311   |
| 2019 | 12 372   |
| 2020 | 12 423   |

Gegevensbronnen worden beschreven in de Wikimedia Commons..

## Belangrijke of bekende personen in relatie tot de gemeente

### Geboren te Jüterbog
- Wilhelm Kempff (1895–1991), pianist en componist
- Hans-Peter Hallwachs (1938-2022), acteur
- Tim Kleindienst (1995), voetballer

### Overleden te Jüterbog
- Christiaan Willem van Brandenburg (Wolmirstedt, 28 augustus 1587 - Klooster Zinna, 1 januari 1665), diocesaan administrator van het aartsbisdom Maagdenburg en daarmee heerser over de stad